# Новиков Микола Васильович
Новиков Микола Васильович (також Новіков; 10 квітня 1932 — пом. 7 квітня 2017) — український учений у галузі матеріалознавства і міцності матеріалів, доктор технічних наук (1975), професор (1977), академік Національної академії наук України (1995), Заслужений діяч науки і техніки України (1991), лауреат Державних премій в галузі науки і техніки УРСР, СРСР, України (1974, 1981, 1996).

## Біографія
Народився 10 квітня 1932 року в м. Київ. Розпочав трудовий шлях у 1954 р. після закінчення з відзнакою механічного факультету Київського політехнічного інституту. Уже тоді поряд з навчанням в аспірантурі він займався викладацькою роботою. Працюючи (з 1957 р.) в Інституті металокераміки і спецсплавів АН УРСР (тепер Інститут проблем матеріалознавства ім. I. М. Францевича НАН України), захистив кандидатську дисертацію, яка була присвячена актуальній проблемі підвищення довговічності турболопаток за рахунок демпфуючої здатності металів при поздовжньо-крутильних коливаннях за високих температур. Результати досліджень ученого були прийняті для впровадження турбобудівними підприємствами.
Його неодноразово обирали членом Міжнародної асоціації розвитку досліджень в галузі високих тисків, членом Консультативного комітету з проекту науково-технологічної переваги в галузі надвисоких тисків і температури (Японія). Він був членом президії Торгово-промислової палати СРСР, Наукової ради АН СРСР з фізики і техніки високих тисків, заступником голови комісії з космічних досліджень АН УРСР, членом комісії з науково-технічного прогресу Президії Ради Міністрів УРСР, членом Національної ради України з науки і технологій тощо. Нині вчений — член Бюро Відділення фізико-технічних проблем матеріалознавства НАН України та член координаційної ради з пріоритетного напряму розвитку науки і техніки України «Нові речовини і матеріали», голова Наукової ради «Високі тиски у матеріалознавстві» НАН України, голова секції «Машинобудування і транспорт» Комітету з Державних премій України в галузі науки і техніки, член президії Торгово-промислової палати України і Ради Київської торгово-промислової палати, член Міжнародного товариства матеріалознавців (ASM International).
Помер 7 квітня 2017 року. Похований 10 квітня у місті Києві.

## Праці
Автор та співавтор більше ніж 535 наукових робіт, в тому числі 23 монографій:
- «Механические испытания конструкционных материалов при низких температурах», 1974
- «Холод в машиностроении», 1969, 1977
- «Прочность материалов и элементов конструкций в экстремальных условиях»: в 2 т.,1980,
- «Синтез алмазов» (1987 -рос., 1993-японськ.),
- «Физические свойства алмазов» (1987 -рос., 1993-японськ.).
- «Полиморфные модификации углерода и нитрида бора», 1994,
- «Горные и породоразрушающие инструменты»,2002,
- «Инструменты из сверхтвёрдых материалов», 2002,
- «Сверхтвёрдые материалы. Получение и применение.»,2003,
- «Инструменты из сверхтвёрдых материалов»,2005,

- Холод в машиностроении / Клименко А. П. Новиков Н. В., Смоленский Б. Л. и др. — Москва: Машиностроение, 1969г. — 247 с.
- Холод в машиностроении / Клименко А. П. Новиков Н. В., Смоленский Б. Л. и др. — 2-е изд. — Москва: Машиностроение, 1977г. — 192 с.
- Прочность материалов и элементов конструкций в экстремальных условиях: В 2 томах. — Киев: Наук. думка, 1980.
  - Т.1/Писаренко Г. С., Лебедев А. А., Матвеев В. В., Новиков Н. В. и др. — 536 с.
  - Т.2/ Писаренко Г. С., Квитка А. Л., Красовский А. Я., Новиков Н.В и др. — 771 с. (Удостоєна Державної премії СРСР 1982 року).
- Прочность материалов и элементов конструкций криогенной техники / Новиков Н. В., Филин Н. В., Городыский Н. И. и др. Под ред. Н. В. Новикова — Киев: Наук. думка, 1992. — 280 с.
- Физические свойства алмаза: Справ./ Новиков Н. В., Кочержинский Ю. А., Шульман Л. А. и др. Под ред. Н. В. Новикова. — Киев: Наук.думка, 1987. — 188 с.
- Полиморфные модификации углерода и нитрида бора: Справ./ Курдюмов А. В., Малоголовец В. Г., Новиков Н. В. и др. Под ред. Н. В. Новикова. — Москва: Металлургия, 1994. — 318 с.
- Инструменты из сверхтвердых материалов: Учебное пособие / — Под ред. Н. В. Новикова. — Киев: ИСМ НАН України, 2001. — 528 с.
- Синтез алмазов / Новиков Н. В., Федосеев Д. В., Шульженко А. А., Богатырьова Г. П. — Киев: Наук. думка, 1987. — 160 с. (Удостоена медали им. Е. О. Патона).
- Синтетические сверхтвердые материалы: В 3 т. Редкол.: Новиков Н. В. (отв.ред.) и др. — Киев: Наук. думка, 1986.
- Сверхтвердые материалы. Получение и применение: Монография в 6 томах. Под общей ред. Н. В. Новикова — Киев: ИСМ им. В. Н. Бакуля, ИПЦ «АЛКОН» НАН України, 2003—2007 гг.

та ін., більше 170 авторських свідоцтв та патентів.

## Нагороди
Наукові заслуги М. В. Новикова тричі відзначені Державними преміями в галузі науки і техніки УРСР, СРСР, України (1974, 1981, 1996), він лауреат академічних премій імені Є. О. Патона (1983), імені І. М. Францевича (1996) та імені Г. В. Карпенка (2016). Ряду міжнародних премій удостоєна керована М. В. Новиковим установа. Це, зокрема, «Золотий Меркурій» (1982, Аддис-Абеба), знак «Золота Зірка—Арка Європи», «Одіссей» Міжнародної академії «КОНТЕНАНТ», «Золота медаль SPI» Міжнародної асоціації сприяння національній промисловості (Франція) тощо.
За вагомий внесок у розвиток науки Миколу Васильовича нагороджено відзнакою Президента України — орденом «За заслуги» ІІІ ступеня (1998) та чотирма іншими орденами, багатьма медалями, почесними знаками. Удостоєний також золотого ордена «Кирило і Мефодій» (1985, Болгарія), ордена Миколи Чудотворця Міжнародного фонду «За примноження добра на Землі» (1998), медалей ряду країн.